# District de Gulmi
Le district de Gulmi (en népalais : गुल्मी जिल्ला) est l'un des 77 districts du Népal. Il est rattaché à la province de Lumbini. La population du district s'élevait à 279 005 habitants en 2011.

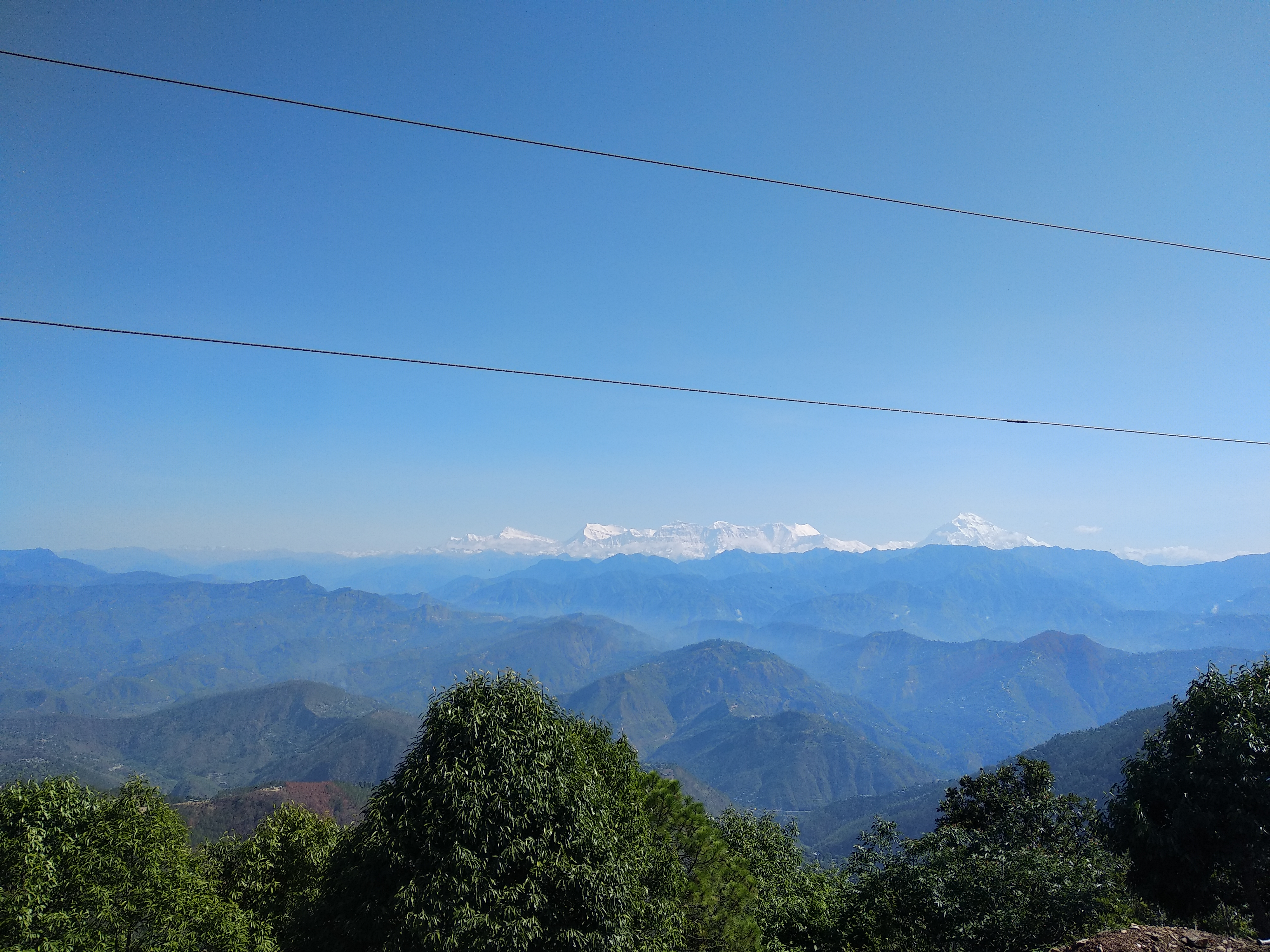
Vue du Haut Himalaya depuis le district de Gulmi

## Histoire
Il faisait partie de la zone de Lumbinî et de la région de développement Ouest jusqu'à la réorganisation administrative de 2015 où ces entités ont disparu.

## Subdivisions administratives
Le district de Gulmi est subdivisé en 12 unités de niveau inférieur, dont 2 municipalités et 10 gaunpalikas ou municipalités rurales.
| #  | Nom          | Nom en népalais | Type         | Population (2011) | Superficie (km2) |
| -- | ------------ | --------------- | ------------ | ----------------- | ---------------- |
| 1  | Musikot      | मुसिकोट            | municipalité | 32 802            | 114,74           |
| 2  | Resunga      | रेसुङ्गा            | municipalité | 32 548            | 83,74            |
| 3  | Esma         | ईस्मा             | gaunpalika   | 20 964            | 81,88            |
| 4  | Kaligandaki  | कालीगण्डकी          | gaunpalika   | 18 876            | 101,04           |
| 5  | Gulmi Durbar | गुल्मी दरबार        | gaunpalika   | 22 037            | 79,99            |
| 6  | Satyavati    | सत्यवती           | gaunpalika   | 23 807            | 115,92           |
| 7  | Chandrakot   | चन्द्रकोट          | gaunpalika   | 21 827            | 105,73           |
| 8  | Rurukshetra  | रुरुक्षेत्र          | gaunpalika   | 18 581            | 67,38            |
| 9  | Chhatrakot   | छत्रकोट           | gaunpalika   | 21 481            | 87,01            |
| 10 | Dhurkot      | धुर्कोट            | gaunpalika   | 22 454            | 86,32            |
| 11 | Madane       | मदाने             | gaunpalika   | 21 899            | 94,52            |
| 12 | Malika       | मालिका             | gaunpalika   | 21 729            | 92,49            |